# Konstantin Dobrynitsch
Konstantin Dobrynitsch († um 1022) war Statthalter von Nowgorod 1018–1019.
Er war ein Sohn von Dobrynja, einem Verwandten von Wladimir dem Großen. Er wurde Statthalter von Nowgorod.
1018 soll er Fürst Jaroslaw den Weisen gehindert haben, nach Skandinavien zu fliehen. Dieser war von Swjatopolk I. aus Kiew vertrieben worden. Konstantin und die Nowgoroder organisierten den Widerstand und heuerten Waräger aus Skandinavien an. Kiew wurde zurückerobert.
1019 verlor Konstantin seine Position. Die Gründe sind nicht bekannt. Sein weiteres Schicksal ist unklar.